# Cepora boisduvaliana
Cepora boisduvaliana är en fjärilsart som först beskrevs av Felder 1862.  Cepora boisduvaliana ingår i släktet Cepora och familjen vitfjärilar.
Artens utbredningsområde är Filippinerna. Inga underarter finns listade i Catalogue of Life.